# Бенедикт Дибовський
Бенеди́кт Таде́уш Дибо́вський (пол. Benedykt Tadeusz Dybowski; 30 квітня 1833 — 31 січня 1930) — польський біолог, географ, лікар і літературознавець. Закордонний член-кореспондент Академії наук СРСР, дослідник Сибіру і Далекого Сходу Росії. 
Протягом 46 років жив і працював у Львові, завідувач кафедри зоології Львівського університету.

## Життєпис
Народився 30 квітня (за новим стилем — 12 травня) 1833 року в Адамчині Мінського повіту. Після закінчення Мінської гімназії навчався в німецькому університеті в Юр'єві-Дерпті (тепер — Тарту, Естонія) — єдиному російському університеті, який на той час мав автономію. Водночас Дерптський університет мав репутацію одного з найбільших центрів медицини та природничих наук. Батьки Бенедикта, зауваживши потяг хлопця до зоології, відправили його саме туди.
Уже 1856 року Бенедикт Дибовський написав свою першу працю в галузі іхтіології Прибалтики, яку університет відзначив золотою медаллю.
Продовживши навчання у Вроцлаві та Берліні, він познайомився з провідними німецькими природознавцями. Докторат склав у Берліні 1860-го. Повернувся до Дебдта і почав працювати над новою дисертацією, оскільки в Росії не визнавались закордонні наукові ступені.
Дибовський 1862 року захистив дисертацію про коропоподібних риб прибалтійських земель. Невдовзі очолив кафедру Варшавської головної школи.
За активну участь у підготовці польського постання 1863 року Дибовського навесні 1864 року заарештували і засудили на кару смерті через повішення. Тільки за стараннями видатних німецьких вчених — проф. Рейхета з Берліна і проф. Грубе з Вроцлава та за посередництвом видатного політика Бісмарка смертна кара була замінена на заслання в Сибір на каторжні роботи терміном на 12 років.

### Заслання і дослідження Далекого Сходу

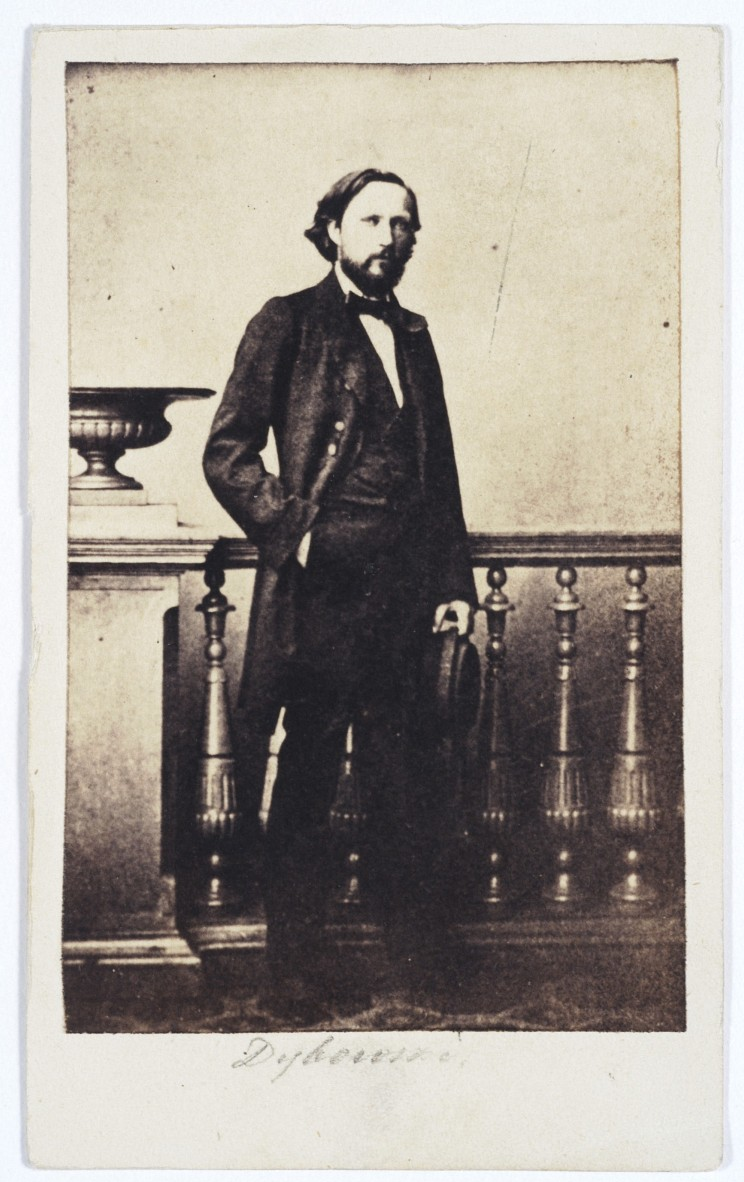
Бенедикт Дибовський (фото 1863 року)

У грудні 1864 року Дибовський прибув до Іркутська. На початку Дибовського помістили в Іркутську тюрму, а з весни 1865 року перевели в село Сиваково поблизу міста Чити, за його просьбою.
Дибовський вистарався, щоб його звідти перевели до поблизького села Даргуна, де є мінеральні води і де мали організувати купілеву установку. Довший час Дибовський працював у Читі лікарем.
Будучи в засланні, Дибовський кожну вільну хвилину присвячував вивченню фауни Сибіру. В Дарсуні примусових робіт уже не було. Поки що неофіційно, але фактично каторга скінчилася. Дибовський мав тепер багато часу на лікування і на наукову роботу.
З метою вивчення природних багатств Східного Сибіру в 1866 році губернатор Муравйов звільнив Дибовського від каторжних робіт, відновив йому громадянські права і запропонував виконувати обов'язки лікаря у нововідкритій лікарні на Дарсунських мінеральних водах. Під час виїздів Дибовський мав змогу проводити дослідження птахів, риб і ссавців.
Восени 1868 року Дибовський переїхав до Іркутська, а пізніше поселився в маленькім селі Култук і зайнявся всебічним вивченням озера Байкал при деякій технічній підтримці Російського географічного товариства.
В 1869 році разом з Миколою Пржевальським взяв участь у роботі державної комісії на чолі з генералом Сколковим в басейні Амура, тобто річки Амур, Уссурі та оз. Ханка, де Дибовський досліджував переважно іхтіофауну.
Роботи Дибовського були високо оцінені і Географічне товариство нагородило його золотою медаллю; в 1878 році його вибрали дійсним членом Російського географічного товариства.

### Дослідження Камчатки

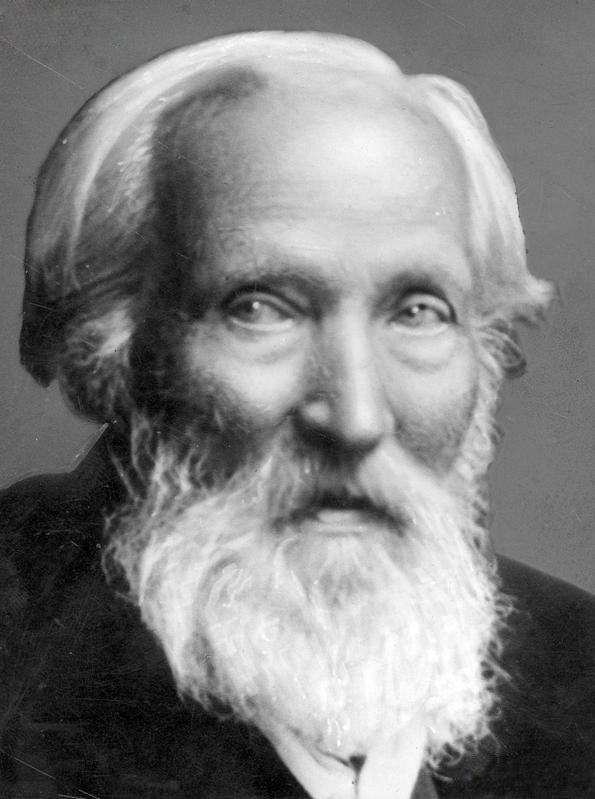
Бенедикт Дибовський

На Камчатку Дибовський вирушив на початку 1878 року (10 січня), прибув до Петропавловська-на-Камчатці 5 липня 1879 року.
Перебування Дибовського на Камчатці тривало понад 4 роки (до 1883 р.) де він поєднував лікарську працю з науковими дослідженнями. Тут Дибовський заснував лікарню для прокажених і сифілітиків у важких кліматичних умовах — важких дорогах і різних небезпеках Дибовський допомагав місцевому населенню, боровся з епідеміями. П'ять разів учений об'їхав півострів і відвідав Командорські острови. На Камчатці Бенедикт проводив етнографічні роботи, дав опис кліматичних умов, описав річки, озера, рослинний і тваринний світ, давав рекомендації для розвитку там сільського господарства. Дав детальну характеристику Командорських островів, вказував на необхідність організації там добування торфу і бурого вугілля, приділяв увагу акліматизації там цінних дерев, північних оленів, коней, собак. Це було здійснено. Північні олені дали потомство і велику користь населенню, яке було дуже вдячне Дибовському. Його турботи про населення Камчатки не обмежувалося лікарською і санітарною опікою. Він взагалі турбувався про побут мешканців Камчатки і Командорських островів, старався піднести матеріальну і духовну культуру тубільців, боровся з алкоголізмом, опровадив на Камчатку козу і кроликів, а на острів Беринга — північного оленя і коня.

## Робота у Львівському університеті

Меморіальна таблиця у дендропарку імені Бенедикта Дибовського (Львів)

Львівський університет запросив Дибовського обійняти вакантну посаду завідувача кафедри зоології (за тодішньою — зоологічного інституту) філософського факультету (тепер біологічному факультетіті), на що він дав згоду та 1883 року виїхав з Камчатки. До Львова прибув на початку січня 1884 року з багажем 60 ящиків різних експонатів. Тут вчений крім читання дуже цікавих лекцій проводив багатогранну громадську і науково-дослідну роботу.
Він організував зоологічну лабораторію, заснував зоологічний музей, якому передав численні експонати, зібрані в Сибіру. В грудні 1903 року на Камчатку зі Львова прибула архоологічна експедиція. З вдячності Дибовському один з алеутів — Сініцин (росіяни давали їм свої російські прізвища) знайшов скелета морської корови, запакував у скриню і передав учасникам цієї експедиції професором Марозевичем у подарунок для Дибовського. Цей скелет вислали до Львова, де Дибовський був тоді завідувачем кафедри зоології. Він подарував той скелет для зоологічного музею Львівського університету. Крім того, Дибовський отримав ще 2 скелети морської корови: одного з них подарував для Інституту порівняльної анатомії Варшавського університету, а другий до музею у Відні. Колекцію людських черепів камчадолів, айнів Дибовський подарував для антропологічного музею Краківського університету. Він читав курс антропології і старався за утворення тут кафедри антропології. Для цієї мети на кафедру в 1908 році був покликаний Цішовський, а з 1913 року — Ян Чекановський. У своїх працях і лекціях Бенедикт Дибовський ревно захищав теорію Дарвіна, за що у вересні 1906 року ректор університету звільнив його з роботи (у віці 73 років).
Вже на пенсії, Дибовський продовжував науково-дослідну роботу. Він всебічно досліджував озера Польщі та поліські озера Західної України та Білорусі. Він листувався з відомим ентомологом С. О. Мокржецьким.
У 1927 році АН СРСР вибрала Дибовського членом-кореспондентом. Крім того, Дибовський був обраний почесним доктором Варшавського університету з 1921 року і почесним професором Вільнюського університету з 1923 року.
31 січня 1930 року Бенедикт Дибовський помер у віці 97 років. Його поховано у Львові на Личаківському цвинтарі серед учасників польського постання 1863 року. Дибовський займався науково-дослідницькою роботою до кінця свого життя. Деякі його наукові праці побачили світ уже після його смерті.

## Описані таксони
У 1876 році опублікував велику працю щодо бокоплавів Байкалу, в якій описав значну кількість нових для науки видів, станом на 2024 рік прийнятими з них є 97 видів.
Вперше для науки описав тритона Salamandrella keyserlingii Dybowski, 1870, водяного ослика Baicalasellus angarensis (Dybowski, 1884) (Isopoda) і зябронога Eubranchipus grubii (Dybowski, 1860).
Також описав декілька нових для науки видів риб, зокрема:
- Paracottus knerii (Dybowski, 1874)[6]
- Perccottus glenii Dybowski, 1877[7]
- Pseudaspius brandtii (Dybowski, 1872)[8]
- Rhynchocypris lagowskii (Dybowski, 1869)[9]

### Додаткова література
- Joanna Maria Garbula. Historia życia i działalności Benedykta Dybowskiego – wielkiego zoologa, lekarza, antropologa, działacza niepodległościowego, zesłańca syberyjskiego [Архівовано 20 січня 2022 у Wayback Machine.] // Przegląd Wschodnioeuropejski. — 2019. — Tom 2. — S. 77 — 88.